# Сан-Леонардо-да-Порто-Маурицио-ад-Ачилия (титулярная церковь)
Титулярная церковь Сан-Леонардо-да-Порто-Маурицио-ад-Ачилия (лат. Titulus Sancti Leonardi a Portu Mauritio in Acilia) — титулярная церковь была создана папой Франциском 19 ноября 2016 года. Титулярная церковь принадлежит церкви Сан-Леонардо-да-Порто-Маурицио-ад-Ачилия, расположенной в Ачилии — фракции Рома Капитале, в Рима, на виа Людовико Антомелли, 1. Церковь освящена в честь святого Леонарда из Порто-Маурицио.

## Список кардиналов-священников титулярной церкви Сан-Леонардо-да-Порто-Маурицио-ад-Ачилия
- Себастьян Кото Хораи — (19 ноября 2016 — 17 апреля 2021, до смерти);
- Леонардо Ульрич Стайнер, O.F.M. — (27 августа 2022 — по настоящее время).